# Liste de coronæ sur Vénus
Ceci est une liste de coronæ sur la planète Vénus.
Une corona vénusienne est une structure circulaire de nature volcanique, d'un diamètre typiquement de plusieurs centaines de kilomètres jusqu'à quelques milliers.
Hormis quelques exceptions, les coronæ sont nommées d'après des déesses de la terre et de la fertilité.
- Haut – A
- B
- C
- D
- E
- F
- G
- H
- I
- J
- K
- L
- M
- N
- O
- P
- Q
- R
- S
- T
- U
- V
- W
- X
- Y
- Z

## A
| Corona             | Coordonnées       | Diamètre (km) | Nommée d'après                                                              |
| ------------------ | ----------------- | ------------- | --------------------------------------------------------------------------- |
| Abundia Corona     | 18,5° N, 125° E   | 250           | Déesse du don dans la Mythologie nordique.                                  |
| Achall Corona      | 31,2° S, 259,6° E | 265           | Déesse de la terre et de la nature dans la Mythologie celtique.             |
| Acrea Corona       | 24,2° N, 243,7° E | 200           | Déesse mère dans la Mythologie grecque.                                     |
| Aeracura Corona    | 19° S, 238,5° E   | 250           | Déesse de la terre dans la Mythologie celtique.                             |
| Agraulos Corona    | 27,7° S, 165,8° E | 170           | Déesse de la fertilité dans la Mythologie grecque.                          |
| Ak-Ene Corona      | 9,4° N, 254,7° E  | 150           | Grand-mère Altay, "Mère blanche."                                           |
| Allatu Corona      | 15,5° N, 114° E   | 125           | Déesse Akkadienne de la terre.                                              |
| Ama Corona         | 45,7° S, 278,2° E | 300           | Déesse de la naissance Jukun (Nigéria), personnification de la terre.       |
| Ambar-ona Corona   | 70° S, 82,5° E    | 550           | Déesse ouzbèke des femmes et de la fertilité.                               |
| Ament Corona       | 67,2° S, 217,9° E | 115           | Déesse de la terre dans la Mythologie égyptienne.                           |
| Among Corona       | 13,4° S, 213,5° E | 210           | Première femme mythologique chez les Karens (Birmanie/Myanmar).             |
| Anahit Corona      | 77,1° N, 277,3° E | 324           | Déesse arménienne de la fertilité.                                          |
| Annapurna Corona   | 35,5° S, 152° E   | 300           | Déesse indienne de la santé.                                                |
| Aramaiti Corona    | 26,3° S, 82° E    | 350           | Déesse de la fertilité Perse.                                               |
| Artemis Corona     | 35° S, 135° E     | 2 600         | Déesse de la lune et de la chasse dans la Mythologie grecque.               |
| Aruru Corona       | 9° N, 262° E      | 450           | Déesse sumérienne de la terre.                                              |
| Ashnan Corona      | 50,2° N, 357° E   | 300           | Déesse sumérienne de la moisson.                                            |
| Asintmah Corona    | 25,9° N, 208° E   | 150           | Déesse Athabaskan de la terre et de la nature; la première femme sur Terre. |
| Asomama Corona     | 23,3° N, 21,6° E  | 180           | Déesse Quechua de la pomme de terre.                                        |
| Aspasia Corona     | 56,1° N, 189,1° E | 200           | Nom modifié de Aspasia Patera.                                              |
| Atahensik Corona   | 19° S, 170° E     | 700           | "Déesse Hurone/Iroquoise, créatrice du Soleil et de la Lune."               |
| Atargatis Corona   | 8° S, 8,6° E      | 360           | Déesse Hittite de la fertilité.                                             |
| Atete Corona       | 16° S, 243,5° E   | 600           | Déesse Oromo (Éthiopie) de la fertilité.                                    |
| Atse Estsan Corona | 8,5° N, 92° E     | 150           | Déesse Navajo de la fertilité.                                              |
| Attabeira Corona   | 1,5° S, 211,5° E  | 240           | Déesse taïno (Porto Rico) de la fertilité.                                  |
| Audhumla Corona    | 45,5° N, 12° E    | 225           | Nourricière primordiale dans la Mythologie nordique.                        |
| Azham Corona       | 66,4° N, 252,7° E | 380           | Grande déesse des forces de la nature, en karatchaï balkar (Nord Caucase)   |

- Haut – A
- B
- C
- D
- E
- F
- G
- H
- I
- J
- K
- L
- M
- N
- O
- P
- Q
- R
- S
- T
- U
- V
- W
- X
- Y
- Z

## B
| Corona            | Coordonnées       | Diamètre (km) | Nommée d'après                                                                   |
| ----------------- | ----------------- | ------------- | -------------------------------------------------------------------------------- |
| Bachue Corona     | 73,3° N, 261,4° E | 463           | Déesse Chibcha (Colombie) de la fertilité.                                       |
| Ba'het Corona     | 48,4° N, 0,1° E   | 145           | Ba'het un Égyptien qui vainquit les Portugais. Anciennement Ba'het Patera.       |
| Banba Corona      | 47,2° S, 209,2° E | 110           | Déesse irlandaise de la Terre.                                                   |
| Bau Corona        | 52,8° N, 259,3° E | 355           | Déesse sumérienne de la fertilité.                                               |
| Beiwe Corona      | 52,6° N, 306,5° E | 600           | Déesse same (Laponie) de la fertilité.                                           |
| Belet-Ili Corona  | 6° N, 20° E       | 300           | Déesse de la nature et de la fertilité en Mésopotamie.                           |
| Benten Corona     | 16° N, 340° E     | 310           | Déesse japonaise de l'amour et de la fertilité.                                  |
| Benzozia Corona   | 27,5° N, 204,5° E | 185           | Déesse mère basque.                                                              |
| Beruth Corona     | 19° S, 233,5° E   | 350           | Déesse phénicienne de la Terre.                                                  |
| Beyla Corona      | 26,5° N, 15,5° E  | 400           | Déesse nordique de la Terre.                                                     |
| Bhumidevi Corona  | 17,2° S, 343,6° E | 150           | Déesse hindoue de la Terre.                                                      |
| Bhumiya Corona    | 15° N, 118° E     | 100           | Déesse hindoue de la Terre.                                                      |
| Bibi-Patma Corona | 47° S, 302° E     | 450           | Déesse turkmène de la femme.                                                     |
| Bil Corona        | 3° N, 168° E      | 225           | Déesse nordique-Viking de la terre et de la nature.                              |
| Blai Corona       | 0,4° S, 134,5° E  | 125           | Déesse celtique de la fertilité.                                                 |
| Blathnat Corona   | 35° N, 293,8° E   | 300           | Déesse celtique de la fertilité.                                                 |
| Blid Corona       | 0,5° S, 231,3° E  | 175           | "Déesse scandinave de la Terre, de la nature et de la joie."                     |
| Boala Corona      | 70° S, 359° E     | 220           | "La première femme des Mongo-Nkundo (groupe Bantu, Zaire), l'ancêtre du peuple." |
| Boann Corona      | 27° N, 136,5° E   | 300           | Déesse irlandaise de la fertilité.                                               |
| Bona Corona       | 24° S, 157,5° E   | 275           | Déesse romaine virginité et fertilité.                                           |
| Branwen Corona    | 27° N, 35° E      | 320           | Déesse britannique de l'amour.                                                   |

- Haut – A
- B
- C
- D
- E
- F
- G
- H
- I
- J
- K
- L
- M
- N
- O
- P
- Q
- R
- S
- T
- U
- V
- W
- X
- Y
- Z

## C
| Corona              | Coordonnées       | Diamètre (km) | Nommée d'après                                                                             |
| ------------------- | ----------------- | ------------- | ------------------------------------------------------------------------------------------ |
| Cailleach Corona    | 48° S, 88,3° E    | 125           | Déesse écossaise de la fertilité.                                                          |
| Calakomana Corona   | 6,5° N, 43,5° E   | 575           | Déesse du grain d'un peuple indien.                                                        |
| Carpo Corona        | 37,5° S, 3° E     | 215           | Déesse de la fertilité grecque.                                                            |
| Cassatt Corona      | 65,6° N, 207,6° E | 152           | Mary Cassatt; peintre impressionniste américaine (1844-1926). Anciennement Cassatt Patera. |
| Cauteovan Corona    | 31,5° N, 142,9° E | 553           | Déesse Kataba (Colombie) de la fertilité.                                                  |
| Cavell Corona       | 38,3° N, 18,8° E  | 100           | Edith Cavell; infirmière britannique, héroïne (1865-1915). (Anciennement Cavell Patera.)   |
| Ceres Corona        | 16° S, 151,5° E   | 675           | Déesse romaine de la moisson.                                                              |
| Cerridwen Corona    | 49,6° N, 201,8° E | 217           | Déesse celtique de la nature.                                                              |
| Changko Corona      | 10,9° N, 6,2° E   | 200           | Mère Kachin de tous les humains (Birmanie/Myanmar).                                        |
| Chantico Corona     | 1,7° S, 215° E    | 200           | Déesse aztèque de la santé.                                                                |
| Chanume Corona      | 29,2° S, 245,5° E | 330           | Déesse créatrice Kachin (Peuple tibétain en Birmanie/Myanmar).                             |
| Chiun Corona        | 18,3° N, 340,5° E | 150           | Déesse juive de la fertilité.                                                              |
| Chuku Corona        | 23,5° S, 265,5° E | 380           | Déesse créatrice Igbo (Nigéria).                                                           |
| Clonia Corona       | 16° N, 167,4° E   | 100           | Déesse grecque de la nature et de la Terre.                                                |
| Coatlicue Corona    | 63,2° N, 273° E   | 199           | Déesse aztèque de la Terre.                                                                |
| Codidon Corona      | 46° S, 56° E      | 250           | Déesse grand-mère des Arauakan (Colombie).                                                 |
| Colijnsplaat Corona | 32° S, 151° E     | 350           | Déesse teutonne de la fertilité.                                                           |
| Copia Corona        | 42,5° S, 75,5° E  | 500           | Déesse romaine de l'abondance.                                                             |
| Cybele Corona       | 7,5° S, 20,7° E   | 500           | Déesse phrygienne de la fertilité.                                                         |

- Haut – A
- B
- C
- D
- E
- F
- G
- H
- I
- J
- K
- L
- M
- N
- O
- P
- Q
- R
- S
- T
- U
- V
- W
- X
- Y
- Z

## D
| Corona             | Coordonnées       | Diamètre (km) | Nommée d'après                                                               |
| ------------------ | ----------------- | ------------- | ---------------------------------------------------------------------------- |
| Damona Corona      | 48,9° N, 28° E    | 140           | "Déesse gauloise de la fertilité, "Grande vache"."                           |
| Demeter Corona     | 53,9° N, 294,8° E | 560           | Déesse grecque de la fertilité.                                              |
| Demvamvit Corona   | 65,5° S, 38° E    | 370           | Déesse Gurage (sud-ouest de l'Éthiopie) de la femme.                         |
| Deohako Corona     | 67,5° S, 118° E   | 300           | Esprit Iroquois de la récolte.                                               |
| Derceto Corona     | 46,8° S, 20,2° E  | 200           | Déesse Phillistine de la fertilité.                                          |
| Dhisana Corona     | 14,5° N, 111,7° E | 100           | Déesse védique de l'abondance.                                               |
| Dhorani Corona     | 8° S, 243° E      | 200           | Déesse Thai de la terre et de l'amour.                                       |
| Didilia Corona     | 19° N, 38° E      | 320           | Déesse slave de la naissance.                                                |
| Dilga Corona       | 18,7° S, 250,4° E | 220           | Déesse Karadjeri (nord-ouest de l'Australie) de la terre.                    |
| Disani Corona      | 2,7° N, 57,5° E   | 300           | Déesse Nuristan (nord-est de l'Afghanistan) de la fertilité.                 |
| Dunne-Musun Corona | 60° S, 85° E      | 630           | Maîtresse Evenk (Tungu) de la terre et de la taiga.                          |
| Dyamenyuo Corona   | 57,5° S, 42,5° E  | 200           | Déité Enets de la femme et de la naissance.                                  |
| Dzuzdi Corona      | 35,2° N, 20,6° E  | 80            | "Ancêtre mythique des tribus Zyuzdino dans la région de l'Upper Kama River." |

- Haut – A
- B
- C
- D
- E
- F
- G
- H
- I
- J
- K
- L
- M
- N
- O
- P
- Q
- R
- S
- T
- U
- V
- W
- X
- Y
- Z

## E
| Corona              | Coordonnées       | Diamètre (km) | Nommée d'après                                          |
| ------------------- | ----------------- | ------------- | ------------------------------------------------------- |
| Earhart Corona      | 70,1° N, 136,2° E | 414           | Amelia Earhart; aviatrice américaine (1897-1937).       |
| Edda Corona         | 47,2° N, 25,4° E  | 50            | "Déesse scandinave, "arrière-grand-mère".               |
| Eigin Corona        | 5° S, 175° E      | 200           | Déesse celtique de la fertilité.                        |
| Eingana Corona      | 5° N, 350° E      | 375           | "Déesse aborigène serpent, faiseuse de tous les êtres." |
| Eithinoha Corona    | 57° S, 7,5° E     | 500           | Déesse Iroquoise de la Terre.                           |
| Ekhe-Burkhan Corona | 50° S, 40° E      | 600           | Déesse créatrice Buryatienne.                           |
| Emblae Corona       | 28,9° N, 205,4° E | 132           | "Déesse scandinave de la Terre, créatrice de vie."      |
| Emegeljie Corona    | 21,5° S, 213,5° E | 225           | Déesse mongole, gardienne des enfants.                  |
| Emegen Corona       | 37,5° N, 290,5° E | 180           | Déesse Tuva (Sibérie), gardienne des enfants.           |
| Enekeler Corona     | 46° S, 264° E     | 350           | Gardienne Altay des naissances.                         |
| Epona Corona        | 28° S, 208,5° E   | 225           | Déesse celtique jument de la fertilité.                 |
| Ereshkigal Corona   | 21° N, 84,5° E    | 320           | Déesse de la nature et de la fertilité en Mésopotamie.  |
| Erigone Corona      | 34,5° S, 284° E   | 325           | Déesse grecque de la moisson.                           |
| Erkir Corona        | 16,3° S, 233,7° E | 275           | Déesse arménienne de la Terre.                          |
| Eurynome Corona     | 26,5° N, 94,5° E  | 200           | Déesse grecque de la terre mère.                        |
| Eve Corona          | 32° S, 359,8° E   | 330           | Prénom hébreu; nom changé à partir de Eve (cratère).    |

- Haut – A
- B
- C
- D
- E
- F
- G
- H
- I
- J
- K
- L
- M
- N
- O
- P
- Q
- R
- S
- T
- U
- V
- W
- X
- Y
- Z

## F
| Corona           | Coordonnées       | Diamètre (km) | Nommée d'après                                                         |
| ---------------- | ----------------- | ------------- | ---------------------------------------------------------------------- |
| Fakahotu Corona  | 59,1° N, 106,4° E | 290           | Mère Tuamotu de la Terre.                                              |
| Fatua Corona     | 16,3° S, 17,7° E  | 400           | Déesse romaine de la fertilité.                                        |
| Fefafa Corona    | 24,8° S, 210,8° E | 100           | "Déesse polynésienne de la Terre, de la nature, et du cycle vie-mort." |
| Feronia Corona   | 68° N, 281,7° E   | 360           | Ancienne déesse italienne du printemps et des fleurs.                  |
| Flidais Corona   | 24,5° S, 177,3° E | 150           | déesse irlandaise de la fertilité.                                     |
| Fotla Corona     | 58,5° S, 163,5° E | 150           | Déesse celtique de la fertilité.                                       |
| Furachoga Corona | 38° S, 258° E     | 550           | Déesse Chibcha/Muiska de la Terre.                                     |

- Haut – A
- B
- C
- D
- E
- F
- G
- H
- I
- J
- K
- L
- M
- N
- O
- P
- Q
- R
- S
- T
- U
- V
- W
- X
- Y
- Z

## G
| Corona           | Coordonnées       | Diamètre (km) | Nommée d'après                                 |
| ---------------- | ----------------- | ------------- | ---------------------------------------------- |
| Gaia Corona      | 6° N, 21,5° E     | 400           | Déesse grecque de la terre et de la fertilité. |
| Gashan-Ki Corona | 11,7° N, 243,7° E | 225           | "Dame de la Terre" (Babylone).                 |
| Gefjun Corona    | 33,5° S, 98,5° E  | 300           | Déesse nordique de la fertilité.               |
| Gertjon Corona   | 30° S, 276° E     | 250           | Déesse teutonique de la fertilité.             |

- Haut – A
- B
- C
- D
- E
- F
- G
- H
- I
- J
- K
- L
- M
- N
- O
- P
- Q
- R
- S
- T
- U
- V
- W
- X
- Y
- Z

## H
| Corona             | Coordonnées       | Diamètre (km) | Nommée d'après                                                           |
| ------------------ | ----------------- | ------------- | ------------------------------------------------------------------------ |
| Habonde Corona     | 3° N, 81,8° E     | 125           | Déesse danoise de l'abondance.                                           |
| Hannahannas Corona | 0° N, 170,5° E    | 200           | Déesse mère et insecte hittite (Asie Mineure).                           |
| Haumea Corona      | 54° N, 21,8° E    | 375           | Déesse polynésienne de la fertilité.                                     |
| Heng-o Corona      | 2° N, 355° E      | 1 060         | Nom de la déesse chinoise de la Lune.                                    |
| Hepat Corona       | 2° S, 145,5° E    | 150           | Déesse mère Hittite.                                                     |
| Heqet Corona       | 7° N, 169,5° E    | 250           | Déesse égyptienne de la fertilité.                                       |
| Hervor Corona      | 25,5° S, 269° E   | 250           | Déesse nordique de la fertilité.                                         |
| Hlineu Corona      | 38,7° S, 241° E   | 150           | "Déesse ancêtre Chin/Kieng (Birmanie/Myanmar, Bangladesh)."              |
| Holde Corona       | 53,5° N, 155,8° E | 200           | Déesse germanique de la fertilité.                                       |
| Holla Corona       | 13° S, 237,7° E   | 180           | "Déesse germanique de la Terre, de la nature, et des affaires du foyer." |
| Hulda Corona       | 12° N, 308,3° E   | 230           | Déesse germanique d'un fait fructueux et du mariage.                     |
| H'uraru Corona     | 9° N, 68° E       | 150           | Mère de la Terre selon les Pawnee.                                       |

- Haut – A
- B
- C
- D
- E
- F
- G
- H
- I
- J
- K
- L
- M
- N
- O
- P
- Q
- R
- S
- T
- U
- V
- W
- X
- Y
- Z

## I
| Corona            | Coordonnées       | Diamètre (km) | Nommée d'après                                                                  |
| ----------------- | ----------------- | ------------- | ------------------------------------------------------------------------------- |
| Iang-Mdiye Corona | 47° S, 86° E      | 300           | Déesse Ede (Viêt Nam) du riz.                                                   |
| Idem-Kuva Corona  | 25° N, 358° E     | 230           | Esprit de la moisson.                                                           |
| Ilmatar Corona    | 34,3° N, 25° E    | 110           | "Déesse finnoise de ciel, créatrice du monde."                                  |
| Ilyana Corona     | 69,5° S, 65° E    | 300           | Déité moldave femme principale.                                                 |
| Inacho Corona     | 20,5° S, 212,2° E | 125           | Déesse micronésienne de la Terre et de la nature.                               |
| Inanna Corona     | 37° S, 35,9° E    | 350           | Déesse sémitique de la fertilité.                                               |
| Inari Corona      | 18° S, 120,3° E   | 300           | Déesse japonaise du riz.                                                        |
| Indrani Corona    | 37,5° S, 70,5° E  | 200           | Déesse hindoue de la fertilité.                                                 |
| Isong Corona      | 12° N, 49,2° E    | 540           | Déesse Ibibio (Nigeria) de la fertilité.                                        |
| Ituana Corona     | 19,5° N, 153,5° E | 220           | Ituana, divinité du fleuve Amazone, « mère scorpion », souveraine de l'au-delà. |
| Iweridd Corona    | 21° S, 310° E     | 500           | Déesse brittonique de la Terre.                                                 |
| Ixcuina Corona    | 47,5° S, 207,5° E | 150           | Déesse aztèque de la Terre et de la fertilité.                                  |
| Iyatik Corona     | 16,5° S, 347,5° E | 200           | Mère du grain, Keresan Pueblo (Nouveau Mexique).                                |

- Haut – A
- B
- C
- D
- E
- F
- G
- H
- I
- J
- K
- L
- M
- N
- O
- P
- Q
- R
- S
- T
- U
- V
- W
- X
- Y
- Z

## J
| Corona          | Coordonnées       | Diamètre (km) | Nommée d'après                                              |
| --------------- | ----------------- | ------------- | ----------------------------------------------------------- |
| Jarina Corona   | 13° N, 165° E     | 250           | "Déesse brésilienne de la Terre, des arbres et de la joie." |
| Javine Corona   | 5,5° S, 251,2° E  | 450           | Déesse lituanienne de la moisson.                           |
| Jord Corona     | 58,5° S, 349,5° E | 130           | Déesse nordique de la Terre.                                |
| Juksakka Corona | 19,5° S, 44,5° E  | 320           | Déesse lapone de la naissance.                              |
| Junkgowa Corona | 37° N, 257° E     | 280           | Déesse Yulengor (Australie) de la fertilité.                |

- Haut – A
- B
- C
- D
- E
- F
- G
- H
- I
- J
- K
- L
- M
- N
- O
- P
- Q
- R
- S
- T
- U
- V
- W
- X
- Y
- Z

## K
| Corona             | Coordonnées       | Diamètre (km) | Nommée d'après                                                            |
| ------------------ | ----------------- | ------------- | ------------------------------------------------------------------------- |
| Kaltash Corona     | 0,5° N, 75° E     | 450           | Déesse mère Mansi (Ob River Ugra).                                        |
| Kamadhenu Corona   | 21° N, 136,5° E   | 400           | Déesse hindoue de l'abondance.                                            |
| Kamui-Huci Corona  | 63,5° S, 322,5° E | 300           | Déesse Ainu (Japon) de la Terre.                                          |
| Kapenopfu Corona   | 21,7° S, 271° E   | 200           | Déesse créatrice Angami-Naga (Birmanie/Myanmar).                          |
| Katieleo Corona    | 12,5° S, 327,5° E | 210           | Déesse créatrice Senufo (Burkina Faso).                                   |
| Kayanu-Hime Corona | 33,5° N, 57° E    | 150           | Déesse Shinto du grain.                                                   |
| Khabuchi Corona    | 11° S, 173° E     | 285           | Déité de la naissance, Avarian/Andalalan (Daghestan).                     |
| Khotun Corona      | 46,5° S, 81,5° E  | 200           | Déesse Yakute de l'abondance.                                             |
| Ki Corona          | 43,2° N, 227,8° E | 300           | Déesse sumérienne de la Terre.                                            |
| Kolias Corona      | 16,5° S, 207,9° E | 200           | "Déesse de la Terre, de la nature et des contreforts."                    |
| Kostromae Corona   | 40,6° N, 7,6° E   | 230           | Déité femme slave du printemps et de la fertilité.                        |
| Krumine Corona     | 5° S, 261,5° E    | 300           | Déesse lituanienne de la nourriture.                                      |
| Kuan-Yin Corona    | 4,3° S, 10° E     | 310           | Déesse chinoise de la fertilité.                                          |
| Kubebe Corona      | 15,5° N, 132,5° E | 125           | Déesse de la Terre mère des Hittites.                                     |
| Kulimina Corona    | 27,8° S, 261,9° E | 170           | "Déesse créatrice Arawakan (Brésil, Venezuela), elle créa la femme."      |
| Kumang Corona      | 25° N, 11,8° E    | 40            | "Déesse mère des Ibans, les Sea Dayaks de Bornéo/Kalimantan (Indonésie)." |
| Kunhild Corona     | 19,3° N, 80,1° E  | 200           | Jeune fille germanique de la fertilité.                                   |

- Haut – A
- B
- C
- D
- E
- F
- G
- H
- I
- J
- K
- L
- M
- N
- O
- P
- Q
- R
- S
- T
- U
- V
- W
- X
- Y
- Z

## L
| Corona           | Coordonnées       | Diamètre (km) | Nommée d'après                                                  |
| ---------------- | ----------------- | ------------- | --------------------------------------------------------------- |
| Lalohonua Corona | 24° S, 250,5° E   | 460           | La première femme selon la mythologie des îles Hawaii.          |
| Latmikaik Corona | 64° S, 123° E     | 500           | Déesse de la fertilité et de la naissance à Palau (Micronésie). |
| Latta Corona     | 38,6° S, 287° E   | 225           | "Déesse tchétchèno-ingouche (Caucase, Russie) de la Terre."     |
| Lengdin Corona   | 2,5° N, 223° E    | 525           | Déesse chinoise de la Terre.                                    |
| Libera Corona    | 12,5° N, 24° E    | 350           | Déesse romaine de la fertilité.                                 |
| Lilwani Corona   | 29,5° S, 271,5° E | 500           | Déesse hittite de la Terre.                                     |
| Ludjatako Corona | 12,5° S, 250,5° E | 300           | Déité creek des États-Unis. Nom changé pour Ludjatako Mons.     |
| Lumimuut Corona  | 11,5° S, 234,5° E | 230           | "Déesse ancêtre des Minahas (Sulavesi, Indonésie)."             |

- Haut – A
- B
- C
- D
- E
- F
- G
- H
- I
- J
- K
- L
- M
- N
- O
- P
- Q
- R
- S
- T
- U
- V
- W
- X
- Y
- Z

## M
| Corona            | Coordonnées       | Diamètre (km) | Nommée d'après                                                          |
| ----------------- | ----------------- | ------------- | ----------------------------------------------------------------------- |
| Ma Corona         | 22,5° S, 57° E    | 420           | Déesse de la fertilité en Aise mineure.                                 |
| Maa-Ema Corona    | 40,8° N, 102,5° E | 300           | Déesse estonienne de la moisson.                                        |
| Madalait Corona   | 37,6° N, 206,4° E | 150           | "Déesse créatrice australienne"; "Créatrice de vie."                    |
| Madderakka Corona | 9° N, 315,5° E    | 220           | Déesse lapone de la naissance.                                          |
| Makh Corona       | 48,7° S, 85° E    | 200           | Déesse Assyro-Babylonienne de la fécondité.                             |
| Mama-Allpa Corona | 27° S, 31° E      | 300           | Déesse péruvienne de la moisson.                                        |
| Maram Corona      | 7,5° S, 221,5° E  | 600           | Déesse Oromo (Éthiopie) de la fertilité.                                |
| Mari Corona       | 54° N, 151° E     | 200           | Déesse crétoise de l'abondance.                                         |
| Marzyana Corona   | 53° S, 67,5° E    | 550           | Déesse slave du grain et de la fertilité.                               |
| Masateotl Corona  | 53° S, 244° E     | 180           | Déesse aztèque de l'amour et de la fertilité.                           |
| Maslenitsa Corona | 77° N, 202,5° E   | 0             | Personnification slave de la fertilité.                                 |
| Mawu Corona       | 31,7° N, 241,3° E | 295           | Déesse Fon (Bénin) de la fertilité.                                     |
| Maya Corona       | 23° N, 98° E      | 225           | Déesse Hiondou mère de la Terre.                                        |
| Mayauel Corona    | 27,5° S, 154° E   | 200           | Déesse mexicaine de l'abondance.                                        |
| May-Enensi Corona | 42,5° S, 68° E    | 330           | Déesse Teleutan (Altay) de la fertilité.                                |
| Mesca Corona      | 27° N, 342,6° E   | 190           | Déesse irlandaise de la fertilité.                                      |
| Metra Corona      | 26° N, 97,7° E    | 101           | Déesse perse de la fertilité et de la Lune.                             |
| Minona Corona     | 23,5° N, 218,5° E | 130           | Déesse du Bénin qui garantit la fertilité à la femme et à la terre.     |
| Miralaidji Corona | 14° S, 163,8° E   | 300           | Déesse aborigène de la fertilité.                                       |
| Mirizir Corona    | 66,4° S, 185° E   | 70            | Kassitan (Babylonia) earth and fertility goddess.                       |
| Miti Corona       | 3,5° S, 259,8° E  | 180           | La femme du Corbeau (créatrice du monde) Koryak et Itelmen (Kamchatka). |
| Modron Corona     | 32,8° N, 23,1° E  | 50            | Déesse galloise, mère divine.                                           |
| Momue Corona      | 21° S, 220,3° E   | 260           | Déité de la naissance Darghinan (Daghestan).                            |
| Moombi Corona     | 64,5° S, 235,5° E | 100           | "Gikuyu (Kenya), la première femme, ancêtre de neuf tribus."            |
| Mou-nyamy Corona  | 49,5° S, 59° E    | 200           | Déesse donneuse de vie Nganasan (Samoa).                                |
| Mukylchin Corona  | 12,5° S, 46° E    | 525           | "Déesse de la fertilité Udmurt (Finnois, Russie)."                      |
| Muzamuza Corona   | 65,6° N, 205,4° E | 163           | Déesse indienne de la Terre.                                            |
| Mykh-Imi Corona   | 73° S, 99° E      | 150           | Déesse Khanty (Ob River Ugra) de la terre.                              |

- Haut – A
- B
- C
- D
- E
- F
- G
- H
- I
- J
- K
- L
- M
- N
- O
- P
- Q
- R
- S
- T
- U
- V
- W
- X
- Y
- Z

## N
| Corona              | Coordonnées       | Diamètre (km) | Nommée d'après                                                                                 |
| ------------------- | ----------------- | ------------- | ---------------------------------------------------------------------------------------------- |
| Nabuzana Corona     | 8,5° S, 47° E     | 525           | Déesse Ganda (Ouganda) de la récolte.                                                          |
| Nagavonyi Corona    | 18,5° S, 259° E   | 190           | Déesse Ganda (Ouganda) de la récolte.                                                          |
| Nalwanga Corona     | 48,7° N, 247° E   | 380           | Déesse Ganda (Ouganda) de la naissance.                                                        |
| Nana-Bulukue Corona | 39,4° N, 14° E    | 230           | "Déité créatrice du monde dans l'ancien Dahomey, à la fois mâle et femelle."                   |
| Nanen Corona        | 69,9° N, 198,5° E | 50            | Déesse brésilienne de la terre et de la nature.                                                |
| Nang Pao Corona     | 47° S, 204,5° E   | 160           | "Nang Pao, Un chef mythique laotien qui appelait la pluie, rendant fertile les champs de riz." |
| Naotsete Corona     | 58,3° S, 249,5° E | 200           | "Déesse ancêtre du peuple Keresan, mère de tous les étrangers (ceux qui ne sont pas Keresan)." |
| Navolga Corona      | 48,6° S, 296,5° E | 170           | Déesse Ganda (Ouganda) de la naissance.                                                        |
| Ndoi Corona         | 20,3° S, 230,3° E | 225           | Déesse de la terre et de la nature Mende (Sierra Leone).                                       |
| Nefertiti Corona    | 35,9° N, 48,2° E  | 371           | Néfertiti Fameuse reine égyptienne (c. 1390-c. 1354 B.C.).                                     |
| Nehalennia Corona   | 14° N, 10° E      | 345           | Déesse teutonne de la fertilité.                                                               |
| Nei-Teukez Corona   | 14,2° N, 258,8° E | 90            | "Mère des Dieux en Micronésie (Gilbert Islands, Kiribati)."                                    |
| Nepret Corona       | 52,7° N, 6,8° E   | 303           | Déesse du grain en Égypte.                                                                     |
| Neyterkob Corona    | 49,7° N, 204,7° E | 211           | Déesse Masaï de la Terre et de la fertilité.                                                   |
| Nightingale Corona  | 63,6° N, 129,5° E | 471           | Florence Nightingale; infirmière anglaise (1820-1910).                                         |
| Nimba Corona        | 32,8° N, 204,5° E | 88            | Déesse mère et de la Terre en Guinée.                                                          |
| Ninhursag Corona    | 38° S, 23,5° E    | 125           | Déesse babylonienne de la Terre.                                                               |
| Ninkarraka Corona   | 65,3° N, 221° E   | 150           | Déesse babylonienne de la naissance.                                                           |
| Ninmah Corona       | 16,5° N, 49° E    | 700           | Déesse mère Sumer-Akkadienne.                                                                  |
| Nintu Corona        | 19,2° N, 123,5° E | 75            | Déesse Akkadienne de la Terre.                                                                 |
| Nirmali Corona      | 6,3° S, 172,3° E  | 60            | Déesse de la naissance au Nuristan (nord-est de l'Afghanistan).                                |
| Nishtigri Corona    | 24,5° S, 72° E    | 275           | Mère de la Terre chez les Hindous.                                                             |
| Nissaba Corona      | 25,5° N, 355,5° E | 300           | Déesse mésopotamienne de la sagesse et de la fertilité.                                        |
| Nott Corona         | 32,3° S, 202° E   | 150           | Déesse scandinave de la Terre.                                                                 |
| Nungui Corona       | 42,5° S, 245,2° E | 150           | Déesse Hibaro (Pérou/Équateur) de la fertilité.                                                |
| Nzambi Corona       | 45° S, 287,5° E   | 225           | "Déesse ancêtre au Congo (Bantu), mère de tous les êtres."                                     |
| Nzingha Corona      | 68,7° N, 205,7° E | 140           | "Reine Nzingha (1582-1663). Nom changé depuis Nzingha Patera."                                 |

- Haut – A
- B
- C
- D
- E
- F
- G
- H
- I
- J
- K
- L
- M
- N
- O
- P
- Q
- R
- S
- T
- U
- V
- W
- X
- Y
- Z

## O
| Corona              | Coordonnées       | Diamètre (km) | Nommée d'après                                                                                     |
| ------------------- | ----------------- | ------------- | -------------------------------------------------------------------------------------------------- |
| Oanuavae Corona     | 32,5° S, 255,5° E | 375           | Déesse gauloise de la Terre.                                                                       |
| Obasi-Nsi Corona    | 53,5° S, 291° E   | 230           | Déesse Ekoi (Sud Nigeria) de la Terre et de la fertilité.                                          |
| Obiemi Corona       | 31,9° S, 276,6° E | 300           | Déesse Bini (Nigeria) de la naissance.                                                             |
| Obilukha Corona     | 81,5° S, 19° E    | 220           | Déité slave protégeant les récoltes.                                                               |
| Oduduwa Corona      | 11° S, 211,5° E   | 150           | Déesse Yoruba (Nigeria) de la fertilité.                                                           |
| Ohogetsu Corona     | 27° S, 85,7° E    | 175           | Déesse japonaise de la nourriture.                                                                 |
| Okhin-Tengri Corona | 70,5° S, 40° E    | 400           | Déesse Kalmykan de la fertilité.                                                                   |
| Olwen Corona        | 37,5° N, 67,5° E  | 175           | Déesse brittonique de la croissance au printemps.                                                  |
| Omeciuatl Corona    | 16,5° N, 119° E   | 175           | Génératrice du pouvoir aztèque.                                                                    |
| Omosi-Mama Corona   | 64,5° N, 306° E   | 480           | Déesse Manchou de la naissance.                                                                    |
| Onatah Corona       | 49° N, 5,5° E     | 298           | Esprit du grain Iroquois.                                                                          |
| Onenhste Corona     | 19° S, 221,5° E   | 230           | "Jeune fille du grain Mohawk et Iroquoise, la plus âgée des Trois Sœurs, les déités des moissons." |
| Ops Corona          | 68,8° N, 89° E    | 183           | Déesse grecque de la fertilité.                                                                    |
| Orbona Corona       | 47,8° S, 293,2° E | 150           | Déesse romaine des enfants, protectrice des orphelins.                                             |
| Otau Corona         | 67,8° N, 298,7° E | 172           | Déesse Bini (Nigeria) de la fertilité.                                                             |
| Otygen Corona       | 57° S, 30,5° E    | 400           | Mère de la Terre chez les Mongols.                                                                 |

- Haut – A
- B
- C
- D
- E
- F
- G
- H
- I
- J
- K
- L
- M
- N
- O
- P
- Q
- R
- S
- T
- U
- V
- W
- X
- Y
- Z

## P
| Corona            | Coordonnées         | Diamètre (km) | Nommée d'après |
| ----------------- | ------------------- | ------------- | --- |
| Pachamama Corona  | 36° S, 42,24° E     | 130           | Déesse Inca de la Terre. |
| Pakoti Corona     | 38,48° S, 231,5° E  | 75            | Déesse Maori ancêtre et épouse de Tane, père des plantes.                                                                                             |
| Pani Corona       | 19,9° N, 231,5° E   | 320           | Déesse Maori de la fertilité. |
| Parma Corona      | 44,5° N, 17,5° E    | 110           | "Komi-Permyakan (Finlandais de l'Oural) personnification du désert, particulièrement au Nord de l'Oural, dans la taïga; mère du premier homme, Pera." |
| Partula Corona    | 49,42° S, 289,12° E | 145           | Déesse romaine de l'accouchement qui détermine la durée de la gestation.                                                                              |
| Parvati Corona    | 36° S, 276,7° E     | 173           | Parvati, déesse de la terre et de la nature hindoue, créatrice de vie, être primordial.                                                               |
| Pasu-Ava Corona   | 29° N, 319° E       | 250           | Déesse Mari (Finlandais de la Volga) de la moisson.                                                                                                   |
| Pavlova Corona    | 14,3° N, 38,9° E    | 37            | Anna; Danseuse de ballet russe (1881-1931). |
| Pazar-ana Corona  | 3,2° S, 214,8° E    | 300           | "Gagauzan (Moldavie) "Mère du Dimanche", "protectrice des femmes."                                                                                    |
| Perchta Corona    | 17° N, 234,5° E     | 500           | Déesse allemande de la fertilité. |
| Persephone Corona | 36° S, 304,6° E     | 120           | "Déesse grecque du monde des morts, fille de Demeter."                                                                                                |
| Phra Naret Corona | 66,6° S, 209,6° E   | 150           | Déesse thaïe de la fertilité. |
| Pölöznitsa Corona | 0,5° N, 302° E      | 675           | Déesse du grain. |
| Pomona Corona     | 79,3° N, 299,4° E   | 315           | Déesse romaine des fruits. |
| Ponmakya Corona   | 34,3° N, 11,8° E    | 280           | Déesse birmane (Myanmar) de la fertilité. |
| Prthivi Corona    | 10,8° N, 248,5° E   | 375           | Déesse mère chez les Hindou (Inde). |
| Pugos Corona      | 19° S, 335° E       | 180           | Déesse khanty donneuse de vie. |
| Purandhi Corona   | 26,1° N, 343,5° E   | 170           | Déesse hindoue de l'abondance. |

- Haut – A
- B
- C
- D
- E
- F
- G
- H
- I
- J
- K
- L
- M
- N
- O
- P
- Q
- R
- S
- T
- U
- V
- W
- X
- Y
- Z

## Q
| Corona                | Coordonnées       | Diamètre (km) | Nommée d'après                                                                              |
| --------------------- | ----------------- | ------------- | ------------------------------------------------------------------------------------------- |
| Qakma Corona          | 35,5° N, 207,1° E | 130           | "Créatrice de vie chez les Bella Coola et Nuxalk (sud-ouest du Canada), la première femme." |
| Qetesh Corona         | 20,5° S, 343,5° E | 80            | Déesse égyptienne de la fertilité.                                                          |
| Quetzalpetlatl Corona | 68° S, 357° E     | 780           | Déesse aztèque de la fertilité.                                                             |

- Haut – A
- B
- C
- D
- E
- F
- G
- H
- I
- J
- K
- L
- M
- N
- O
- P
- Q
- R
- S
- T
- U
- V
- W
- X
- Y
- Z

## R
| Corona           | Coordonnées       | Diamètre (km) | Nommée d'après                                                               |
| ---------------- | ----------------- | ------------- | ---------------------------------------------------------------------------- |
| Rabzhima Corona  | 4,9° N, 11° E     | 100           | Déesse grand-mère des Tibétain.                                              |
| Rananeida Corona | 62,6° N, 263,5° E | 448           | Déesse sami-lapone du printemps et de la fertilité.                          |
| Rauni Corona     | 40,8° N, 271,9° E | 271           | "Déesse finlandaise de la moisson et de la Terre."                           |
| Renenti Corona   | 32,7° N, 326,2° E | 200           | Déesse égyptienne de l'abondance.                                            |
| Repa Corona      | 13° S, 218,8° E   | 240           | Déesse égyptienne de la fertilité et de l'au-delà.                           |
| Rigatona Corona  | 33,5° S, 278,5° E | 300           | Déesse celtique de la fertilité.                                             |
| Rind Corona      | 8,2° N, 247,5° E  | 140           | "Reine d'hiver de la Terre, personnification de la Terre couverte de glace." |
| Romi-Kumi Corona | 81,2° S, 180° E   | 150           | Déesse grand-mère des Tukano (Colombie).                                     |
| Rosmerta Corona  | 0° N, 124,5° E    | 300           | Déesse celtique de la fertilité et de la chance.                             |
| Rzhanitsa Corona | 17,6° S, 214,6° E | 450           | Déesse russe des champs de seigle.                                           |

- Haut – A
- B
- C
- D
- E
- F
- G
- H
- I
- J
- K
- L
- M
- N
- O
- P
- Q
- R
- S
- T
- U
- V
- W
- X
- Y
- Z

## S
| Corona                | Coordonnées       | Diamètre (km) | Nommée d'après                                                                                       |
| --------------------- | ----------------- | ------------- | --- |
| Samdzimari Corona     | 11° S, 339,5° E   | 260           | Déité géorgienne de l'abondance.                                                                     |
| Samsing Corona        | 23,8° S, 229,5° E | 165           | Déité coréenne protectrice des enfants.                                                              |
| Sand Corona           | 41,7° N, 15,5° E  | 181           | George, romancière française (1804-1876). Nom changé depuis Sand Patera.                             |
| Santa Corona          | 34,5° S, 288° E   | 200           | Déesse de la fertilité et de la santé.                                                               |
| Sarpanitum Corona     | 52,3° S, 14,6° E  | 170           | Déesse babylonienne de la fertilité.                                                                 |
| Saunau Corona         | 1,3° S, 173° E    | 200           | Déesse abkhaze du grain.                                                                             |
| Schumann Heink Corona | 74,3° N, 214,5° E | 122           | Ernestine Schumann-Heink, cantatrice allemande (1861-1936). Nom changé depuis Schumann-Heink Patera. |
| Seia Corona           | 3° S, 153° E      | 225           | Déesse romaine du grain.                                                                             |
| Seiusi Corona         | 62° S, 241° E     | 150           | Déesse Tupi/Huarani (Bolivie) de la fertilité.                                                       |
| Selu Corona           | 42,5° S, 6° E     | 300           | Déesse Cherokee du grain.                                                                            |
| Semiramus Corona      | 37° S, 293° E     | 375           | Déesse assyrienne de la fertilité.                                                                   |
| Shiwanokia Corona     | 42° S, 279,8° E   | 500           | Déesse Zuni de la fertilité.                                                                         |
| Shulamite Corona      | 38,8° S, 284,3° E | 275           | Déesse hébreu de la fertilité.                                                                       |
| Shyv-Amashe Corona    | 57° S, 63° E      | 410           | Déesse tchouvache (région de la Volga) des eaux.                                                     |
| Silvia Corona         | 12,6° N, 355,7° E | 270           | Rhea Silvia une déesse romaine de la Terre.                                                          |
| Simoting Corona       | 41,2° N, 21,5° E  | 270           | Ancêtre, selon les Naga (peuple Tibétain du nord-est de l'Inde), de tous les peuples.                |
| Sinlaku Corona        | 17,3° N, 260,3° E | 300           | "Déesse micronésienne (Kosrae, Îles Carolines) de l'arbre à pain."                                   |
| Sitapie Corona        | 36,5° S, 246,8° E | 270           | "Déesse indonésienne de la Terre, de la nature et de la création."                                   |
| Sith Corona           | 10,2° S, 176,5° E | 350           | Sif, la déesse nordique de la moisson.                                                               |
| Su-Anasy Corona       | 78° S, 39° E      | 300           | Mère de l'eau selon les Tartar, Kumyk, et Karachay.                                                  |
| Sulis Corona          | 44,3° N, 14,2° E  | 136           | Déesse britannique des eaux jaillissantes et guérissantes.                                           |
| Sunrta Corona         | 8,3° N, 11,7° E   | 170           | Déesse hindoue de la fertilité.                                                                      |
| Sus-Khotin Corona     | 54° S, 241° E     | 110           | Déesse tadjike et ouzbèke de la fertilité et de la pluie.                                            |

- Haut – A
- B
- C
- D
- E
- F
- G
- H
- I
- J
- K
- L
- M
- N
- O
- P
- Q
- R
- S
- T
- U
- V
- W
- X
- Y
- Z

## T
| Corona            | Coordonnées       | Diamètre (km) | Nommée d'après                                                                                                   |
| ----------------- | ----------------- | ------------- | --- |
| Tacoma Corona     | 37° S, 288° E     | 500           | "Déesse de la Terre pour les indiens Salish, Puyallup & Yakima."                                                 |
| Tadaka Corona     | 4° S, 210,5° E    | 260           | Déesse indienne de la Terre et de la nature.                                                                     |
| Tai Shan Corona   | 32,5° S, 95° E    | 175           | Déesse chinoise de la fertilité.                                                                                 |
| Takus Mana Corona | 19,6° S, 345,3° E | 125           | Déesse Hopi (États-Unis) de la fertilité.                                                                        |
| Tamfana Corona    | 36,3° S, 6° E     | 400           | Déesse nordique de la fertilité.                                                                                 |
| Tamiyo Corona     | 36° S, 298,5° E   | 400           | Déesse japonaise de l'abondance.                                                                                 |
| Tangba Corona     | 47° S, 258° E     | 200           | Déesse Lobi (Burkina Faso de la Terre.                                                                           |
| Taranga Corona    | 16,5° N, 251,5° E | 525           | Déesse polynésienne de la fertilité.                                                                             |
| Tari Pennu Corona | 0,3° N, 264,3° E  | 180           | Déesse Khonds (Inde) de la Terre.                                                                                |
| Teteoinnan Corona | 38,5° S, 149,5° E | 125           | Déesse aztèque de la fertilité.                                                                                  |
| Thermuthis Corona | 8° S, 33° E       | 330           | Déesse égyptienne de la moisson et de la fertilité.                                                              |
| Thouris Corona    | 6,5° S, 12,9° E   | 190           | Déesse égyptienne de la fertilité.                                                                               |
| Tituba Corona     | 42,4° N, 214,7° E | 163           | Tituba, infirmière qui commença la chasse aux sorcières à Salem (c. 1692). Nom changé à partir de Tituba Patera. |
| Tonatzin Corona   | 53° S, 164° E     | 400           | Déesse aztèque de la Terre et de la naissance.                                                                   |
| Toyo-uke Corona   | 62,5° S, 41,5° E  | 300           | Déesse Shinto de la fertilité.                                                                                   |
| Triglava Corona   | 53,5° S, 95° E    | 400           | Ancienne déesse slave de la Terre.                                                                               |
| Trotula Corona    | 41,3° N, 18,9° E  | 146           | Trotula, un physicien (A.D. 1097). Nom changé depuis Trotula Patera.                                             |
| Tumas Corona      | 16,3° S, 351,2° E | 200           | Déesse Hopi (États-Unis) de la fertilité.                                                                        |
| Tunehakwe Corona  | 33,4° S, 303,6° E | 290           | "Déités Onondaga et Iroquoises de la récolte ("Les Trois Sœurs")."                                               |
| Tureshmat Corona  | 51,5° S, 289,5° E | 150           | "Déesse créatrice Ainu (Japon), elle créa Hokkaido."                                                             |
| Tusholi Corona    | 69,5° N, 101,2° E | 350           | Déesse tchétchène et ingouche (Caucase) de la fertilité.                                                         |
| Tutelina Corona   | 29° N, 348° E     | 180           | Déesse romaine de la moisson.                                                                                    |

- Haut – A
- B
- C
- D
- E
- F
- G
- H
- I
- J
- K
- L
- M
- N
- O
- P
- Q
- R
- S
- T
- U
- V
- W
- X
- Y
- Z

## U
| Corona             | Coordonnées      | Diamètre (km) | Nommée d'après                                            |
| ------------------ | ---------------- | ------------- | --------------------------------------------------------- |
| Ugatame Corona     | 76,5° S, 255° E  | 370           | Déesse grand-mère des Kapauku (Papouasie/Mélanésie).      |
| Ukemochi Corona    | 39° S, 296,1° E  | 300           | Déesse japonaise de la fertilité.                         |
| Ulgen-ekhee Corona | 14,2° S, 224° E  | 300           | Mère de la Terre chez les Buryatan.                       |
| Umay-ene Corona    | 27,5° S, 50,5° E | 370           | Déesse Kazakh protectrice des enfants.                    |
| Utset Corona       | 55,5° S, 167° E  | 150           | La première mère chez les Zia (sud-ouest des États-Unis). |

- Haut – A
- B
- C
- D
- E
- F
- G
- H
- I
- J
- K
- L
- M
- N
- O
- P
- Q
- R
- S
- T
- U
- V
- W
- X
- Y
- Z

## V
| Corona           | Coordonnées     | Diamètre (km) | Nommée d'après                                 |
| ---------------- | --------------- | ------------- | ---------------------------------------------- |
| Vacuna Corona    | 60,4° N, 96° E  | 448           | Déesse de la moisson en ancienne Italie.       |
| Vasudhara Corona | 43,2° N, 2,7° E | 160           | Bodhisattva Bouddhiste femelle de l'abondance. |
| Ved-Ava Corona   | 33° N, 143° E   | 200           | Mère des eaux (Volga).                         |
| Verdandi Corona  | 5,5° S, 65,2° E | 180           | Déité nordique de la bénédiction.              |
| Vesuna Corona    | 65,5° S, 275° E | 200           | Déesse romaine de la végétation.               |

- Haut – A
- B
- C
- D
- E
- F
- G
- H
- I
- J
- K
- L
- M
- N
- O
- P
- Q
- R
- S
- T
- U
- V
- W
- X
- Y
- Z

## W
| Corona           | Coordonnées   | Diamètre (km) | Nommée d'après                          |
| ---------------- | ------------- | ------------- | --------------------------------------- |
| Whatitiri Corona | 83° S, 140° E | 300           | "Déesse ancêtre des Maori, grand-mère." |

- Haut – A
- B
- C
- D
- E
- F
- G
- H
- I
- J
- K
- L
- M
- N
- O
- P
- Q
- R
- S
- T
- U
- V
- W
- X
- Y
- Z

## X
| Corona         | Coordonnées       | Diamètre (km) | Nommée d'après                                    |
| -------------- | ----------------- | ------------- | ------------------------------------------------- |
| Xcacau Corona  | 56° S, 131° E     | 200           | Déesse Quiche (Guatemala) du cacao.               |
| Xcanil Corona  | 37° S, 43° E      | 200           | Déesse aztèque et Quiche du maïs.                 |
| Xilonen Corona | 51° N, 321° E     | 300           | Déesse aztèque du maïs (fertilité).               |
| Xmukane Corona | 28,2° S, 269,5° E | 200           | Déesse de la fertilité, mère des Mayas.           |
| Xquiq Corona   | 38,1° N, 14,6° E  | 55            | Divinité Maya de la fertilité et de la maternité. |

- Haut – A
- B
- C
- D
- E
- F
- G
- H
- I
- J
- K
- L
- M
- N
- O
- P
- Q
- R
- S
- T
- U
- V
- W
- X
- Y
- Z

## Y
| Corona            | Coordonnées          | Diamètre (km) | Nommée d'après                                                                       |
| ----------------- | -------------------- | ------------- | ------------------------------------------------------------------------------------ |
| Yanbike Corona    | 1,5° S, 328,5° E     | 200           | Première femme mythique selon les Bachkirs.                                          |
| Yaroslavna Corona | 38° 48′ N, 21° 12′ E | 112           | Russe, femme du Prince Igor (XIIe siècle). Nom changé à partir de Yaroslavna Patera. |
| Ya-Yerv Corona    | 9° S, 214° E         | 275           | Mère de la Terre selon les Nenets (Samoa).                                           |

- Haut – A
- B
- C
- D
- E
- F
- G
- H
- I
- J
- K
- L
- M
- N
- O
- P
- Q
- R
- S
- T
- U
- V
- W
- X
- Y
- Z

## Z
| Corona          | Coordonnées       | Diamètre (km) | Nommée d'après                            |
| --------------- | ----------------- | ------------- | ----------------------------------------- |
| Zamin Corona    | 31,5° N, 258,3° E | 315           | Déesse perse de la Terre.                 |
| Zaramama Corona | 22° S, 240,5° E   | 240           | Déité Quechua (Pérou) du maïs.            |
| Zemina Corona   | 11,7° S, 186° E   | 530           | Déesse lituanienne de la fertilité.       |
| Zemire Corona   | 31,5° N, 312,5° E | 200           | Déesse Kumyk (Daghestan) de la fertilité. |
| Zemlika Corona  | 33,5° S, 50° E    | 150           | Déesse lettone de la Terre.               |
| Zhivana Corona  | 13° N, 287,5° E   | 180           | Déesse slave de la vie.                   |
| Zisa Corona     | 12° N, 221° E     | 850           |                                           |
| Zywie Corona    | 38,6° S, 291,2° E | 200           |                                           |

- Haut – A
- B
- C
- D
- E
- F
- G
- H
- I
- J
- K
- L
- M
- N
- O
- P
- Q
- R
- S
- T
- U
- V
- W
- X
- Y
- Z